# Улетай (фестиваль)
«Улета́й» (вариант написания — YLETAЙ) — масштабный российский фестиваль рок-музыки под открытым небом. Крупнейшее по количеству зрителей музыкальное мероприятие на территории Удмуртии. По данным аналитического агентства ТурСтат, занимает 8-е место среди самых популярных опен-эйр мероприятий в России.
В фестивале принимают участие коллективы из Удмуртии, Татарстана, Пермского края, Москвы, Санкт-Петербурга и других городов. Зрители живут в течение 3—4-х дней фестиваля в палаточных городках на открытом воздухе.
До 2017 года включительно фестиваль проводился на территории спортивно-туристического центра «Нечкино» на берегу Камы. С 2018 года из-за возросшего количества участников место проведения было перенесено на открытое поле площадью 50 га около села Лагуново в Сарапульском районе Удмуртии, в 45 км от Ижевска и 17 км от Сарапула.
С 2017 года фестиваль входит в календарь событийного туризма, составляемого правительством Удмуртии.
Фестиваль получал положительные отзывы от участников, которые сравнивали уровень организации с крупнейшими рок-фестивалями России.
| Год  | Хэдлайнеры | Количество участников | Количество зрителей |
| ---- | --- | --------------------- | ------------------- |
| 2007 | Калинов мост |                       |                     |
| 2008 | Воскресение |                       |                     |
| 2009 | Крематорий |                       |                     |
| 2010 | Чиж & Co |                       |                     |
| 2011 | Мураками, Ундервуд |                       |                     |
| 2012 | Крематорий, Александр Ф. Скляр, КняZz |                       |                     |
| 2013 | Сурганова и оркестр, Братья Грим, Louna |                       |                     |
| 2014 | Пикник, Слот, Пилот |                       |                     |
| 2015 | Ария, КняZz, Louna, Кукрыниксы, Тараканы, Элизиум |                       | 5000                |
| 2016 | Lumen, Мельница, Пилот, Наив, КняZz, Тараканы!, Эпидемия, Louna, F.P.G., Anacondaz, Animal ДжаZ, 25/17                                                                | 25                    | 4000                |
| 2017 | ДДТ, Lumen, Ария, Кукрыниксы, Louna, Слот, F.P.G., Северный Флот, Порнофильмы, Тараканы!, АнимациЯ                                                                    | 34                    |                     |
| 2018 | Noize MC, Lumen, Сурганова и оркестр, Пилот, Louna, Слот, Вадим Самойлов, КняZz, Порнофильмы, Крематорий, АнимациЯ, Нейромонах Феофан, Тролль гнёт ель, Нервы         |                       |                     |
| 2019 | Алиса, КняZz, Чиж & Co, Ария, Louna, АнимациЯ, Animal ДжаZ, Чёрный обелиск, Мураками, Тараканы!, Znaki, F.P.G., Тролль Гнёт Ель, Нейромонах Феофан, Stigmata, AMATORY |                       |                     |

## Галерея

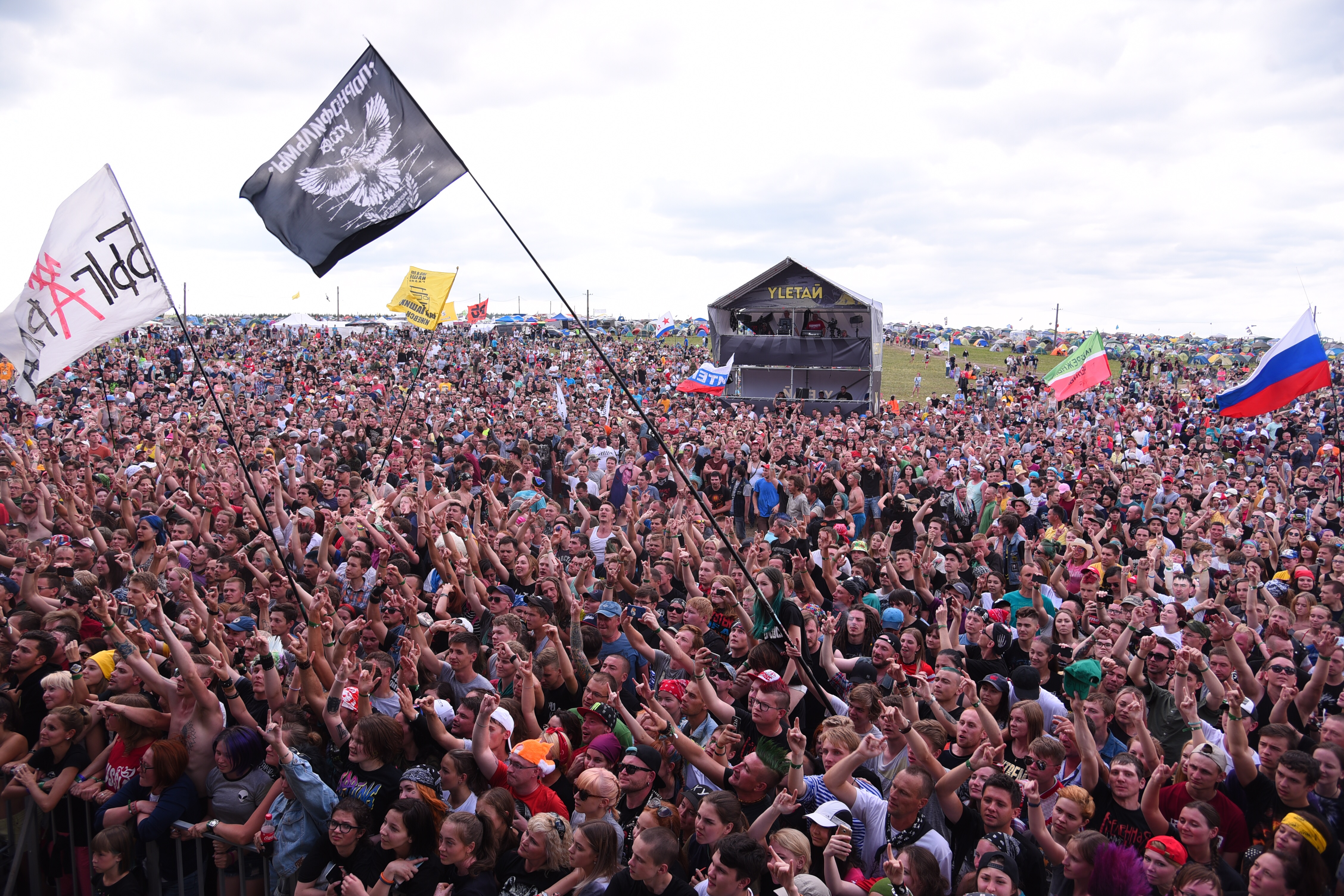
Зрители фестиваля Улетай-2018
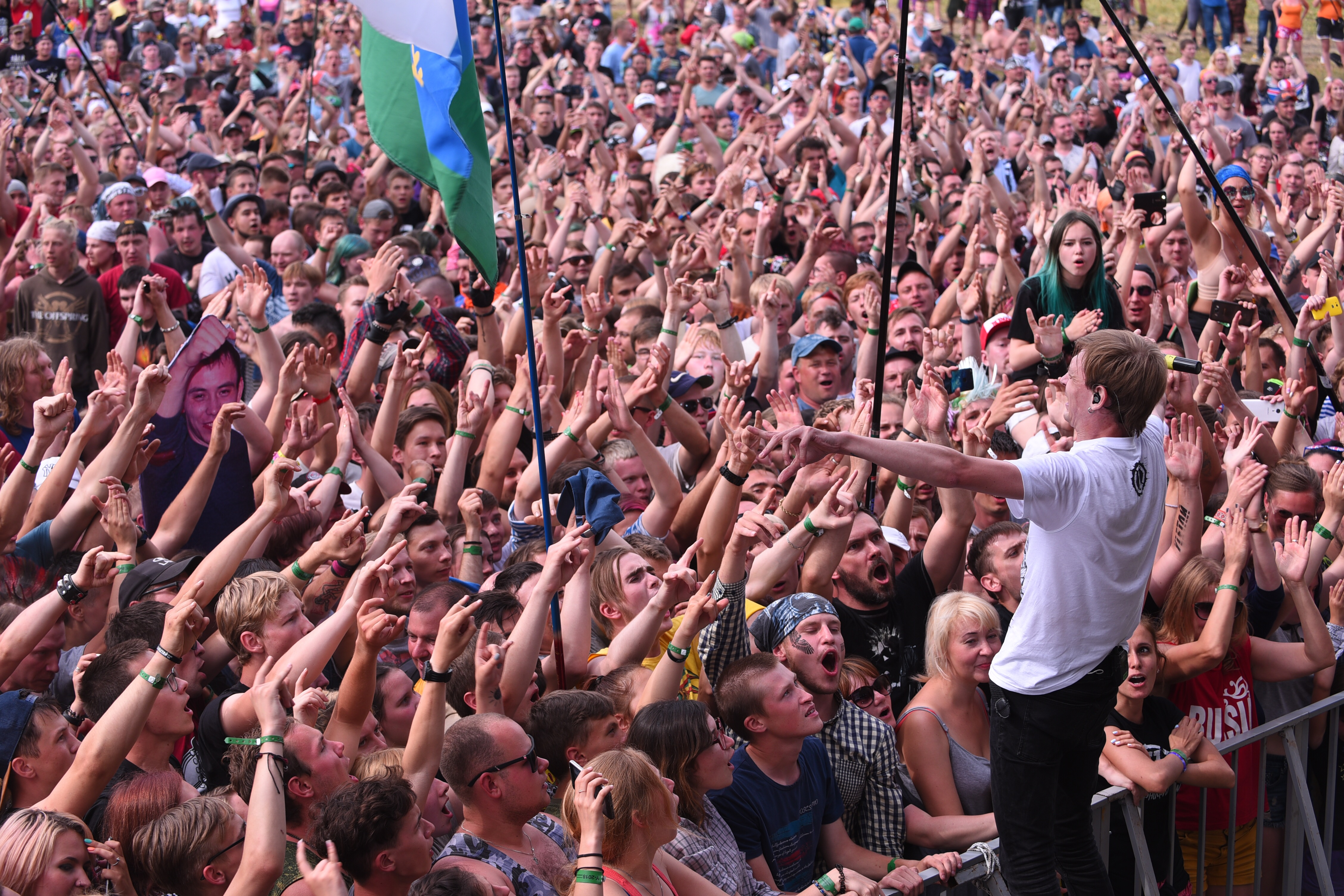
Выступление Владимира Котлярова (группа «Порнофильмы») на фестивале Улетай-2018
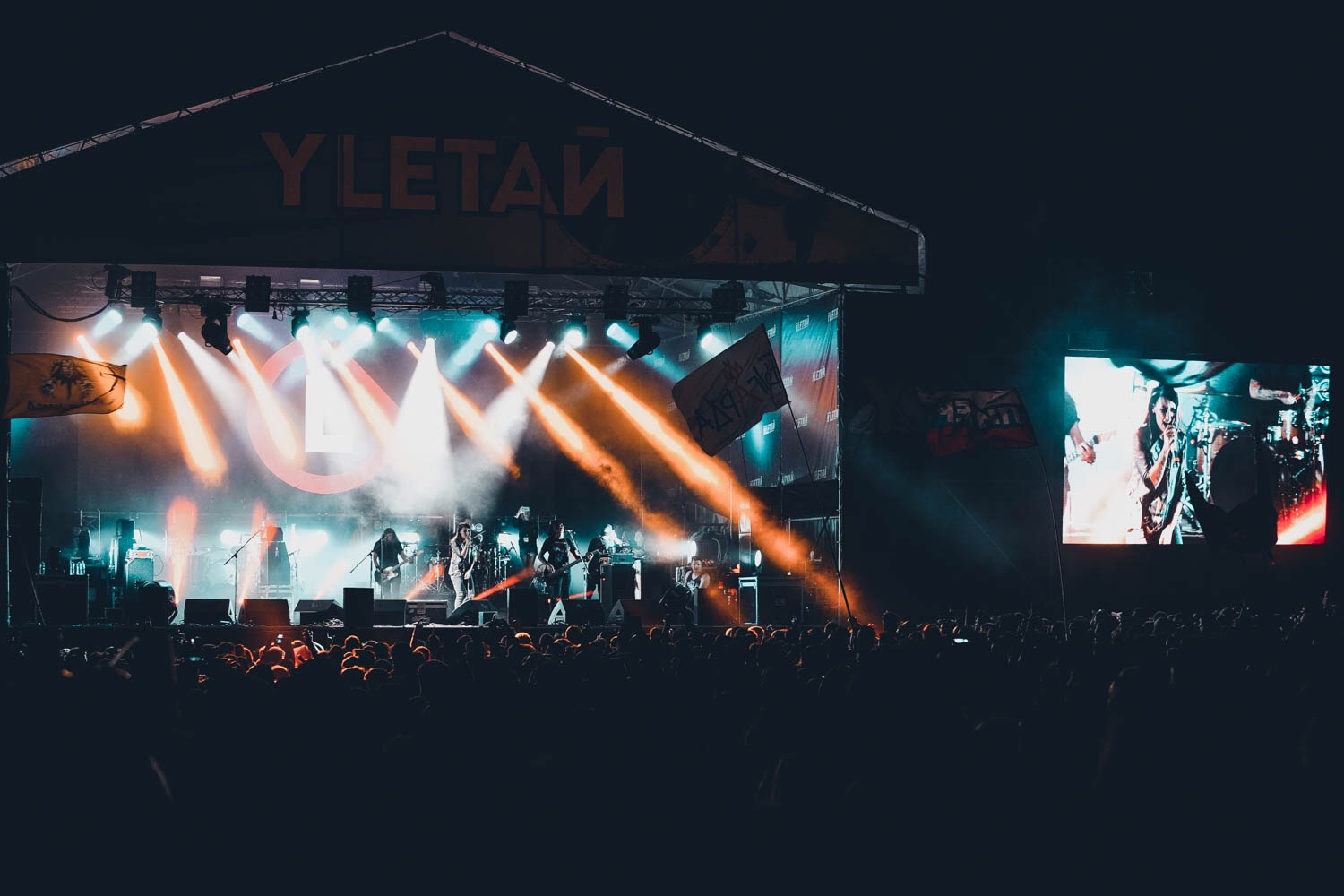
Выступление группы Louna на фестивале Улетай-2018